# Locustogammarus locustoides
Locustogammarus locustoides är en kräftdjursart som först beskrevs av Brandt 1851.  Locustogammarus locustoides ingår i släktet Locustogammarus och familjen Anisogammaridae. Inga underarter finns listade i Catalogue of Life.